# CFF RBe 4/4

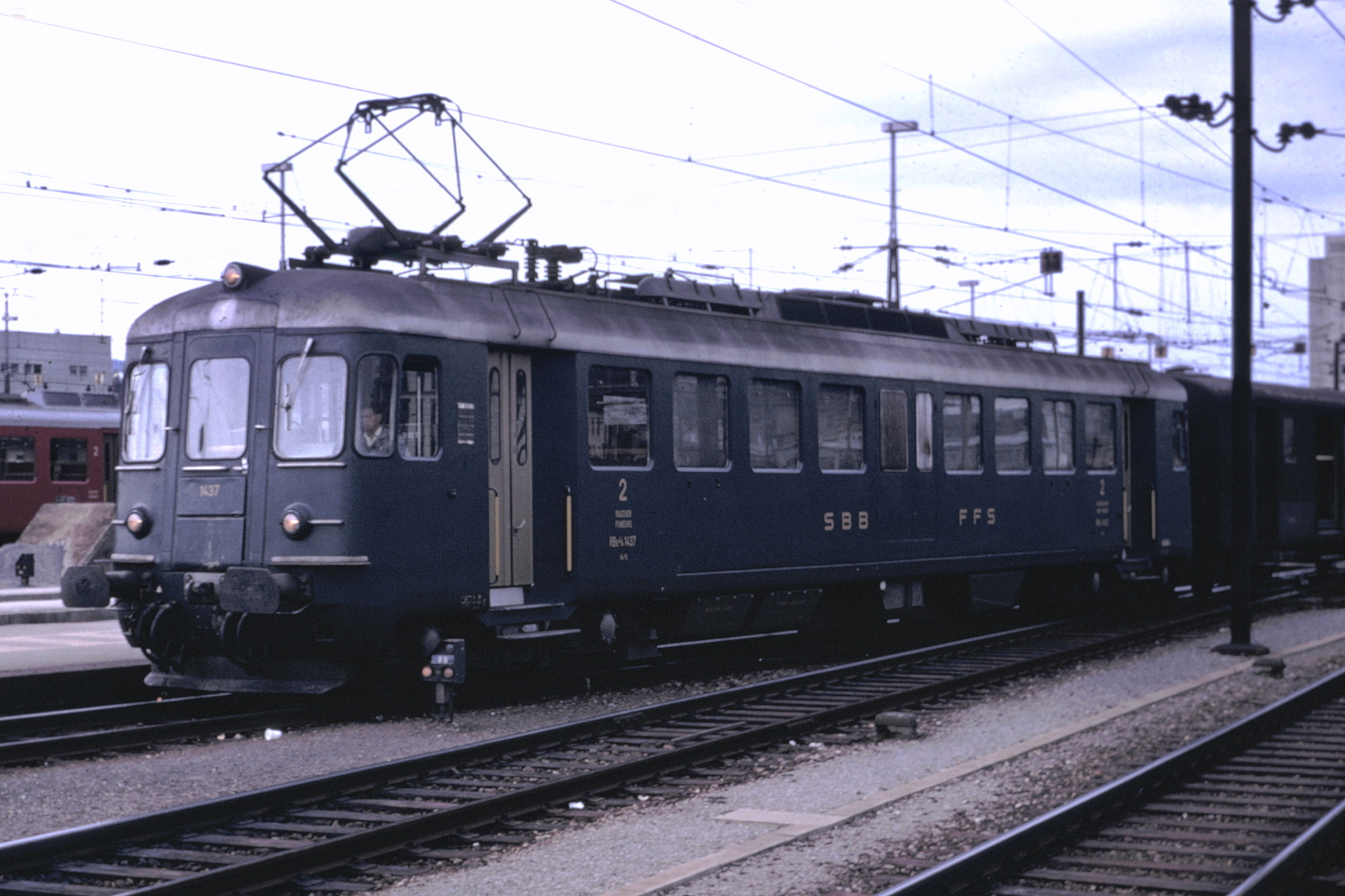
RBe 4/4 1437, état d'origine

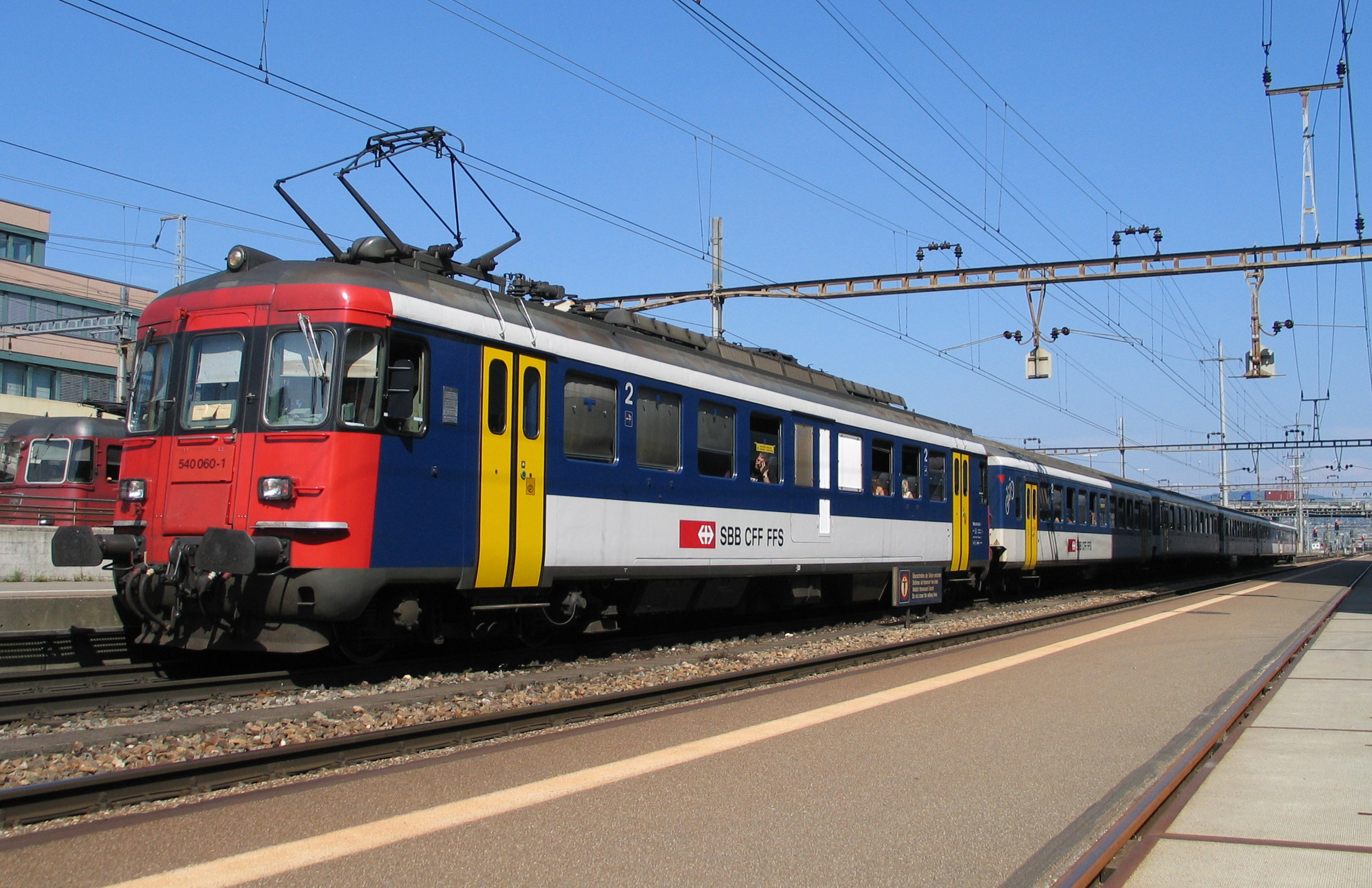
RBe 540 060-1 (ex 1463), état final

Les RBe 4/4, ou RBe 540 selon la numérotation UIC en vigueur dès 1992, sont des automotrices électriques des CFF, généralement employées dans le trafic régional et local (Regio, S-Bahn).

## Les prototypes et les automotrices de série
Six prototypes, numérotés 1401 à 1406, furent commandés aux usines BBC, SWS Schlieren, SIG et MFO Oerlikon dont le premier fut présenté à la presse le 24 mai 1959. Les 76 unités de série, numérotées 1407 à 1482 furent mises en service entre 1963 et 1966, certaines à temps pour l'Expo '64. Celles-ci comprenaient 64 places assises, dont 32 fumeurs et 32 non-fumeurs, uniquement en 2e classe. De 1992 à 1998, toutes les automotrices furent révisées et prirent la dénomination de RBe 540. La nouvelle numérotation a subi quelques changements à la suite du déclassement des automotrices 1419 qui a subi un accident à Saint-Triphon en 1972 et la 1454 qui a subi un incendie entre Uster et Aathal en 1990.
- RBe 4/4 1406 devint RBe 540 005-6. Elle fut mise en réserve, mais elle n'a pas été mise en service.
- RBe 4/4 1407-1418 devinrent RBe 540 006 à 017
- RBe 4/4 1420-1453 devinrent RBe 540 018 à 051
- RBe 4/4 1455-1482 devinrent RBe 540 052 à 079

### Historique des prototypes
Les prototypes se différenciaient de la série par les grilles d'aération situées au-dessus des portes ; les grilles des véhicules de série étaient placées au centre du véhicule, au-dessus des appareillages. En livrée verte à l'origine, les six prototypes reçurent toutes une livrée spéciale leur permettant de circuler sur la ligne du Seetal : cabine 1 peinte en rouge, cabine 2 peinte avec de larges bandes fluorescentes jaunes et orange, et équipées de lentilles jaunes sur les phares et de projecteurs additionnels halogènes, afin de rendre les véhicules plus visibles des automobilistes sur cette ligne équipées de très nombreux passages à niveau non gardés. Ces motrices ont gardé cette livrée dite "Seetal" jusqu'à leur radiation, certaines ont encore servi de véhicules de chauffe des rames voyageurs.
- La 1401 (540 000-7) a subi un incendie à Amriswil le 14.04.1960 et fut démolie le 21.06.2004 à Kaiseraugst.
- La 1402 (540 001-5) fut démolie le 12.02.2003 à Kaiseraugst.
- La 1403 (540 002-3) fut démolie le 09.01.2003 à Kaiseraugst.
- La 1404 (540 003-1) a subi un incendie à Nyon le 25.07.1959, ainsi qu'un accident en août 2005. Elle fut démontée et servit comme pièces de rechange pour la 1405 (540 004-9) devenue elle véhicule historique.
- La 1406 (540 005-6) fut démolie le 18 septembre 2006 à Kaiseraugst.

### Historique des automotrices de série
Toutes vertes à l'origine, certaines motrices ont vu leurs cabines peintes en rouge lors de révision, afin d'être mise en conformité avec la nouvelle identité visuelle des véhicules moteurs CFF. Dès les années 1990, cette identité sera changée ; les véhicules régionaux devront porter la livrée Colibri : bleue et blanche, portes d'accès jaunes et faces frontales rouges. Toute RBe 4/4 qui passa en révision générale reçut la nouvelle livrée, des portes louvoyantes à fermeture automatique, et portera désormais la dénomination RBe 540.
La 1412 (540 011-4) fut démolie le 15 novembre 2010 à Dübendorf, à la suite d'un accident à Saint-Maurice survenu le 15 avril 2010. 
- La 1416 (540 015-5) fut démolie le 14 mars 2011 à Dübendorf.
- La 1421 (540 019-7) fut vendue à l'Oensingen-Balsthal-Bahn en juin 2005. Elle devint OeBB RBe 205.
- La 1426 (540 024-7) fut accidentée à St-Léonard en 1968 et réparée. Elle fut démolie en mars 2013.
- La 1427 (540 025-4) fut radiée le 3 septembre 2007 et démolie le 20 septembre 2007 à Dübendorf.
- La 1428 (540 026-2) fut démolie le 19 mars 2007.
- La 1431 (540 029-6) fut démolie en mai 2011 à Dübendorf.
- La 1435 (540 033-8) fut radiée le 10 juillet 2006 et démolie en avril 2008.
- La 1439 (540 037-9) subit un endommagement de son transformateur en septembre 2009 et fut démolie en juillet 2010 à Dübendorf.
- La 1443 (540 041-1) et la 1451 (540 049-4) subirent une collision à Zürich le 18 septembre 2007 et fut radiées le 1er octobre 2007. Elles furent démolies en mai 2008 à Dübendorf.
- La 1446 (540 044-5) fut initialement stockée et fut démolie en février 2008 à Dübendorf.
- La 1453 (540 051-0) et la 1457 (540 054-4) furent radiées le 3 septembre 2007 et démolie à Dübendorf.
- La 1461 (540 058-5) subit un accident le 30 août 1979 à Littau. Elle fut réparée en décembre 1983.
- La 1462 (540 059-3) fut radiée le 17 septembre 2007 et remise en service en février 2008.
- La 1473 (540 070-0) fut radiée le 3 septembre 2007 et démolie en janvier 2008 à Dübendorf.
- La 1476 (540 073-4) fut radiée le 8 janvier 2007 et démolie en juillet 2008 à Dübendorf
- La 1477 (540 074-2) fut vendue à l'OeBB le 23 mai 2006. Elle devint OeBB RBe 206.
- La 1479 (540 076-7) fut radiée le 3 septembre 2007.
- La 1482 (540 079-1) fut radiée le 9 mai 2006 et démolie en février 2007 à Dübendorf.